# Музеј историје рачунара
Музеј историје рачунара је музеј историје рачунара, који се налази у Маунтин Вјуу у Калифорнији. Музеј представља приче и артефакте о Силицијумској долини и информатичком добу, и истражује компјутерску револуцију и њен утицај на друштво.

## Историја
Порекло музеја датира из 1968. године када је Гордон Бел започео потрагу за историјском колекцијом и, у исто време, други су покушавали да сачувају рачунар Вирлвинд. Резултујући Музејски пројекат имао је своју прву изложбу 1975. године, смештен у преуређеном ормару за капуте у предворју ДЕЦ-а. Године 1978, музеј, сада Музеј дигиталних рачунара, преселио се у веће предворје ДЕЦ-а у Марлбороу. Морис Вилкис је одржао прво предавање 1979. године – презентација таквих предавања је настављена до данас.
Музеј дигиталних рачунара је основан као Музеј компјутера 1982. Године 1984, музеј се преселио у Бостон.
Године 1996/1997, основан је Центар за историју ; локацију на Муфет Филду је обезбедила НАСА (стара зграда која је раније била продавница намештаја Поморске базе) и велики број артефаката је тамо испоручен.
Године 1999. је престао са радом, испоручујући своје преостале артефакте 2000. године. Назив Музеј компјутера је задржао Бостонски музеј науке, тако да је име промењено у Музеј историје рачунара.
2002. године је отворио своју нову зграду, у којој је раније била компанија Silicon Graphics за јавност.   Објекат је касније увелико реновиран и подвргнут је двогодишњем реновирању од 19 милиона долара пре него што је поново отворен у јануару 2011. 

## Збирке и изложбени простор
Музеј историје рачунара тврди да има највећу и најзначајнију колекцију рачунарских артефаката на свету.  Ово укључује многе ретке или јединствене објекте као што су Креј-1 суперкомпјутер, кухињски компјутер из 1969., Епл 1 и пример прве генерације Гугл-ових регала прилагођених веб сервера.  Збирка обухвата скоро 90.000 предмета, фотографија и филмова, као и 1200 метара каталошке документације и неколико стотина гигабајта софтвера.
Програм за усмену историју спроводи видео интервјуе о историји рачунарства, што укључује рачунарске системе, умрежавање, обраду података, меморију и складиштење података. До 2021. године снимљено је преко 1.000 интервјуа, укључујући панел дискусије о пореклу ИБМ-а и хард диска, као и индивидуалне интервјуе са Џоаном Хофман, Стивом Ченом и Доналдом Кнутом . 
Музеј има површину 2.300 m². Изложба „Револуција: првих 2000 година рачунарства“, отворена за јавност 13. јануара 2011. године. Покрива историју рачунарства у 20 галерија, од абакуса до интернета. Цела изложба је доступна и на интернету.   
Музеј има Течну галаксију у изложби „Места која се крећу: историја Силицијумске долине“. Изложба има 20 унапред одабраних локација на које посетиоци могу да лете на Течној галаксији. 
Остали експонати укључују рестаурацију историјског минирачунара ПДП-1, два рестаурирана рачунара ИБМ 1401 и изложбу о историји аутономних возила, од торпеда до самовозећих аутомобила .

### Софтвер
Музеј је такође дом обимне колекције софтвера, чији је кустос Ал Косов, ветеран Епл-а којег је музеј ангажовао 2006. Косов је одговоран за очување и приступање софтверу у музеју, као и за развој изложби на тему софтвера. Косов је био сарадник музеја много пре него што је био ангажован са пуним радним временом и власник је Битсејверс-а, великог онлајн репозиторија историјских рачунарских приручника и архивираног софтвера и фирмвера набављених из његове сопствене колекције и донацијама његових колега.   
Дана 21. октобра 2014. уследили су изворни код и други ресурси компаније Зирокс Алто. 